# Râul Egherul Mare
Râul Egherul Mare este un afluent al Tur.